# 농업근로자
《농업근로자》는 조선민주주의인민공화국에서 발행하는 신문이다.

## 설명
《농업근로자》는 조선민주주의인민공화국의 농민들을 대상으로 하는 신문으로, 이름 그대로 알 수 있듯이 《농업근로자》라는 이름은 북한의 농민을 의미한다.
이 신문은 1주일에 2번 발간하고 4면으로 이루어져 있다.
신문의 글꼴은 궁서체.
《통일뉴스》의 보도를 따르면, 이 신문은 2001년 4월에 4,000호를 발간한 것을 기념하여 조선로동당에서 기념보고회를 직접했다고 전했다.
이 신문은 조선로동당에서 직접 운영하고 있는 단체인 조선농업근로자동맹에서 발간하고 있는 정식 기관지이다.